# Liste der Nummer-eins-Hits in den Niederlanden (2013)
Dies ist eine Liste der Nummer-eins-Hits in den Niederlanden im Jahr 2013. Sie basiert auf den Nederlandse-Top-40-Singlecharts und den Dutch Album Top 100. In diesem Jahr gab es 13 Nummer-eins-Singles und 27 Nummer-eins-Alben.

## Singles
| ← 2012 ← | Liste der Nummer-eins-Hits in den Niederlanden | Liste der Nummer-eins-Hits in den Niederlanden | Liste der Nummer-eins-Hits in den Niederlanden | 2014 →                    |
| \| Zeitraum \| Wo. ges. \| Interpret \| Titel Autor(en) \| Zusätzliche Informationen \| \| (Zeitraum, Wochen auf Platz eins, Interpret, Titel, Autor[en], zusätzliche Informationen) \| \| \| \| \| \| ----------------------------------------------------------------------------------------- \| -------- \| ---------------------------------- \| ------------------------------------------------------------------------------------------------------------------------------------------------------------- \| ------------------------- \| \| 15. Dezember 2012 – 4. Januar 2013 3 Wochen \| 3 \| Passenger \| Let Her Go Michael David Rosenberg \| – \| \| 5. Januar 2013 – 22. Februar 2013 7 Wochen \| 7 \| Will.i.am & Britney Spears \| Scream & Shout William Adams, Jean-Baptiste Kouame, Jef Martens, Tula Paulinea Contostavlos \| – \| \| 23. Februar 2013 – 15. März 2013 3 Wochen \| 3 \| Pink feat. Nate Ruess \| Just Give Me a Reason Jeffrey Bhasker, Alecia B. Moore, Nathaniel Joseph Ruess \| – \| \| 16. März 2013 – 22. März 2013 1 Woche \| 1 \| Macklemore & Ryan Lewis feat. Wanz \| Thrift Shop Ben Haggerty, Ryan S. Lewis \| – \| \| 23. März 2013 – 5. April 2013 2 Wochen \| 2 \| Nick & Simon \| Julia Nicolaas M. Schilder \| – \| \| 6. April 2013 – 19. April 2013 2 Wochen \| 2 \| Klangkarussell \| Sonnentanz Adrian David Rolf Held, Tobias Rieser \| – \| \| 20. April 2013 – 5. Juli 2013 11 Wochen \| 11 \| Robin Thicke feat. T.I. & Pharrell \| Blurred Lines Pharrell L. Williams, Robin Thicke, Clifford Joseph Harris \| – \| \| 6. Juli 2013 – 13. September 2013 10 Wochen \| 10 \| Avicii \| Wake Me Up Aloe Blacc, Tim Bergling, Michael Aaron Einziger \| – \| \| 14. September 2013 – 21. September 2013 1 Woche \| 1 \| Julia Zahra \| Oops, ... I did it again Martin Max, Rami Yacoub \| – \| \| 5. Oktober 2013 – 18. Oktober 2013 2 Wochen (insgesamt 4) \| 4 \| Dvbbs & Borgeous \| Tsunami Niles Hollowell-Dhar, Chris van den Hoef, Alex van den Hoef, John James Borger Jr. \| – \| \| 19. Oktober 2013 – 1. November 2013 2 Wochen (insgesamt 4) \| 4 \| Pharrell Williams \| Happy Pharrell Williams \| – \| \| 2. November 2013 – 15. November 2013 2 Wochen (insgesamt 4) \| 4 \| Dvbbs & Borgeous \| Tsunami Niles Hollowell-Dhar, Chris van den Hoef, Alex van den Hoef, John James Borger Jr. \| – \| \| 16. November 2013 – 13. Dezember 2013 4 Wochen \| 4 \| Avicii \| Hey Brother Vincent Fred Pontare, Salem Lars Al Fakir, Tim Bergling, Ash Pournouri, Veronica Sandra Karin Maggio \| – \| \| 14. Dezember 2013 – 27. Dezember 2013 2 Wochen (insgesamt 4) \| 4 \| Pharrell Williams \| Happy Pharrell Williams \| – \| \| 28. Dezember 2013 – 24. Januar 2014 4 Wochen \| 4 \| Pitbull feat. Kesha \| Timber Lukasz Gottwald, Cirkut, Kesha Sebert, Armando C. Pérez, Priscilla Hamilton, Jamie Sanderson, Breyan Stanley Isaac, Lee Oskar, Keri Oskar, Greg Errico \| – \| |                                                |                                                | |                           |
| ← 2012 |                                                |                                                | | → 2014 →                  |
| Zeitraum | Wo. ges.                                       | Interpret                                      | Titel Autor(en) | Zusätzliche Informationen |
| (Zeitraum, Wochen auf Platz eins, Interpret, Titel, Autor[en], zusätzliche Informationen) |                                                |                                                | |                           |
| 15. Dezember 2012 – 4. Januar 2013 3 Wochen | 3                                              | Passenger                                      | Let Her Go Michael David Rosenberg | –                         |
| 5. Januar 2013 – 22. Februar 2013 7 Wochen | 7                                              | Will.i.am & Britney Spears                     | Scream & Shout William Adams, Jean-Baptiste Kouame, Jef Martens, Tula Paulinea Contostavlos                                                                   | –                         |
| 23. Februar 2013 – 15. März 2013 3 Wochen | 3                                              | Pink feat. Nate Ruess                          | Just Give Me a Reason Jeffrey Bhasker, Alecia B. Moore, Nathaniel Joseph Ruess                                                                                | –                         |
| 16. März 2013 – 22. März 2013 1 Woche | 1                                              | Macklemore & Ryan Lewis feat. Wanz             | Thrift Shop Ben Haggerty, Ryan S. Lewis | –                         |
| 23. März 2013 – 5. April 2013 2 Wochen | 2                                              | Nick & Simon                                   | Julia Nicolaas M. Schilder | –                         |
| 6. April 2013 – 19. April 2013 2 Wochen | 2                                              | Klangkarussell                                 | Sonnentanz Adrian David Rolf Held, Tobias Rieser | –                         |
| 20. April 2013 – 5. Juli 2013 11 Wochen | 11                                             | Robin Thicke feat. T.I. & Pharrell             | Blurred Lines Pharrell L. Williams, Robin Thicke, Clifford Joseph Harris                                                                                      | –                         |
| 6. Juli 2013 – 13. September 2013 10 Wochen | 10                                             | Avicii                                         | Wake Me Up Aloe Blacc, Tim Bergling, Michael Aaron Einziger                                                                                                   | –                         |
| 14. September 2013 – 21. September 2013 1 Woche | 1                                              | Julia Zahra                                    | Oops, ... I did it again Martin Max, Rami Yacoub | –                         |
| 5. Oktober 2013 – 18. Oktober 2013 2 Wochen (insgesamt 4) | 4                                              | Dvbbs & Borgeous                               | Tsunami Niles Hollowell-Dhar, Chris van den Hoef, Alex van den Hoef, John James Borger Jr.                                                                    | –                         |
| 19. Oktober 2013 – 1. November 2013 2 Wochen (insgesamt 4) | 4                                              | Pharrell Williams                              | Happy Pharrell Williams | –                         |
| 2. November 2013 – 15. November 2013 2 Wochen (insgesamt 4) | 4                                              | Dvbbs & Borgeous                               | Tsunami Niles Hollowell-Dhar, Chris van den Hoef, Alex van den Hoef, John James Borger Jr.                                                                    | –                         |
| 16. November 2013 – 13. Dezember 2013 4 Wochen | 4                                              | Avicii                                         | Hey Brother Vincent Fred Pontare, Salem Lars Al Fakir, Tim Bergling, Ash Pournouri, Veronica Sandra Karin Maggio                                              | –                         |
| 14. Dezember 2013 – 27. Dezember 2013 2 Wochen (insgesamt 4) | 4                                              | Pharrell Williams                              | Happy Pharrell Williams | –                         |
| 28. Dezember 2013 – 24. Januar 2014 4 Wochen | 4                                              | Pitbull feat. Kesha                            | Timber Lukasz Gottwald, Cirkut, Kesha Sebert, Armando C. Pérez, Priscilla Hamilton, Jamie Sanderson, Breyan Stanley Isaac, Lee Oskar, Keri Oskar, Greg Errico | –                         |

## Alben
| ← 2012 ← | Liste der Nummer-eins-Hits in den Niederlanden | Liste der Nummer-eins-Hits in den Niederlanden | Liste der Nummer-eins-Hits in den Niederlanden | 2014 →                    |
| \| Zeitraum \| Wo. ges. \| Interpret \| Titel \| Zusätzliche Informationen \| \| (Zeitraum, Wochen auf Platz eins, Interpret, Titel, zusätzliche Informationen) \| \| \| \| \| \| ------------------------------------------------------------------------------ \| -------- \| --------------------------- \| ----------------------------------- \| ------------------------- \| \| 29. Dezember 2012 – 1. Februar 2013 5 Wochen (insgesamt 7) \| 7 \| Sandra van Nieuwland \| And More \| – \| \| 2. Februar 2013 – 8. Februar 2013 1 Woche \| 1 \| Los Angeles: The Voices \| Geloof, hoop en liefde \| – \| \| 9. Februar 2013 – 22. Februar 2013 2 Wochen (insgesamt 7) \| 7 \| Sandra van Nieuwland \| And More \| – \| \| 23. Februar 2013 – 1. März 2013 1 Woche \| 1 \| Nick Cave and the Bad Seeds \| Push the Sky Away \| – \| \| 2. März 2013 – 15. März 2013 2 Wochen \| 2 \| Jan Smit \| Live in Ahoy - Jubileumconcert 2012 \| – \| \| 16. März 2013 – 22. März 2013 1 Woche \| 1 \| David Bowie \| The Next Day \| – \| \| 23. März 2013 – 5. April 2013 2 Wochen \| 2 \| Racoon \| The Singles Collection \| – \| \| 6. April 2013 – 12. April 2013 1 Woche \| 1 \| MainStreet \| Breaking the Rules \| – \| \| 13. April 2013 – 19. April 2013 1 Woche \| 1 \| (Soundtrack) \| Sister Act \| – \| \| 20. April 2013 – 3. Mai 2013 2 Wochen \| 2 \| Michael Bublé \| To Be Loved \| – \| \| 4. Mai 2013 – 10. Mai 2013 1 Woche \| 1 \| Gerard Joling \| Ik ook van jou \| – \| \| 11. Mai 2013 – 24. Mai 2013 2 Wochen (insgesamt 3) \| 3 \| Caro Emerald \| The Shocking Miss Emerald \| – \| \| 25. Mai 2013 – 28. Juni 2013 5 Wochen \| 5 \| Anouk \| Sad Singalong Songs \| – \| \| 29. Juni 2013 – 5. Juli 2013 1 Woche \| 1 \| Tom Odell \| Long Way Down \| – \| \| 6. Juli 2013 – 19. Juli 2013 2 Wochen \| 2 \| Editors \| The Weight of Your Love \| – \| \| 20. Juli 2013 – 26. Juli 2013 1 Woche \| 1 \| Rein Mercha \| Vol passie & emotie \| – \| \| 27. Juli 2013 – 9. August 2013 2 Wochen \| 2 \| The Rolling Stones \| Hyde Park Live \| – \| \| 10. August 2013 – 16. August 2013 1 Woche \| 1 \| Backstreet Boys \| In a World Like This \| – \| \| 17. August 2013 – 23. August 2013 1 Woche (insgesamt 3) \| 3 \| Caro Emerald \| The Shocking Miss Emerald \| – \| \| 24. August 2013 – 6. September 2013 2 Wochen \| 2 \| John Mayer \| Paradise Valley \| – \| \| 7. September 2013 – 13. September 2013 1 Woche \| 1 \| Ancora \| Vrij als de wind \| – \| \| 14. September 2013 – 20. September 2013 1 Woche \| 1 \| Arctic Monkeys \| AM \| – \| \| 21. September 2013 – 4. Oktober 2013 2 Wochen \| 2 \| Jannes \| Wij vieren het leven \| – \| \| 5. Oktober 2013 – 18. Oktober 2013 2 Wochen (insgesamt 5) \| 5 \| Kinderen voor Kinderen \| Klaar voor de start – 34 \| – \| \| 19. Oktober 2013 – 25. Oktober 2013 1 Woche \| 1 \| Frans Bauer \| De mooiste jaren komen nog \| – \| \| 26. Oktober 2013 – 1. November 2013 1 Woche (insgesamt 5) \| 5 \| Kinderen voor Kinderen \| Klaar voor de start – 34 \| – \| \| 2. November 2013 – 8. November 2013 1 Woche \| 1 \| Jan Smit \| Unplugged – De Rockfield Sessies \| – \| \| 9. November 2013 – 15. November 2013 1 Woche \| 1 \| Céline Dion \| Loved Me Back to Life \| – \| \| 16. November 2013 – 29. November 2013 2 Wochen (insgesamt 5) \| 5 \| Kinderen voor Kinderen \| Klaar voor de start – 34 \| – \| \| 30. November 2013 – 20. Dezember 2013 3 Wochen (insgesamt 6) \| 6 \| Marco Borsato \| Duizend spiegels \| – \| \| 21. Dezember 2013 – 27. Dezember 2013 1 Woche \| 1 \| Beyoncé \| Beyoncé \| – \| \| 28. Dezember 2013 – 17. Januar 2014 3 Wochen (insgesamt 6) \| 6 \| Marco Borsato \| Duizend spiegels \| – \| |                                                |                                                |                                                |                           |
| ← 2012 |                                                |                                                |                                                | → 2014 →                  |
| Zeitraum | Wo. ges.                                       | Interpret                                      | Titel                                          | Zusätzliche Informationen |
| (Zeitraum, Wochen auf Platz eins, Interpret, Titel, zusätzliche Informationen) |                                                |                                                |                                                |                           |
| 29. Dezember 2012 – 1. Februar 2013 5 Wochen (insgesamt 7) | 7                                              | Sandra van Nieuwland                           | And More                                       | –                         |
| 2. Februar 2013 – 8. Februar 2013 1 Woche | 1                                              | Los Angeles: The Voices                        | Geloof, hoop en liefde                         | –                         |
| 9. Februar 2013 – 22. Februar 2013 2 Wochen (insgesamt 7) | 7                                              | Sandra van Nieuwland                           | And More                                       | –                         |
| 23. Februar 2013 – 1. März 2013 1 Woche | 1                                              | Nick Cave and the Bad Seeds                    | Push the Sky Away                              | –                         |
| 2. März 2013 – 15. März 2013 2 Wochen | 2                                              | Jan Smit                                       | Live in Ahoy - Jubileumconcert 2012            | –                         |
| 16. März 2013 – 22. März 2013 1 Woche | 1                                              | David Bowie                                    | The Next Day                                   | –                         |
| 23. März 2013 – 5. April 2013 2 Wochen | 2                                              | Racoon                                         | The Singles Collection                         | –                         |
| 6. April 2013 – 12. April 2013 1 Woche | 1                                              | MainStreet                                     | Breaking the Rules                             | –                         |
| 13. April 2013 – 19. April 2013 1 Woche | 1                                              | (Soundtrack)                                   | Sister Act                                     | –                         |
| 20. April 2013 – 3. Mai 2013 2 Wochen | 2                                              | Michael Bublé                                  | To Be Loved                                    | –                         |
| 4. Mai 2013 – 10. Mai 2013 1 Woche | 1                                              | Gerard Joling                                  | Ik ook van jou                                 | –                         |
| 11. Mai 2013 – 24. Mai 2013 2 Wochen (insgesamt 3) | 3                                              | Caro Emerald                                   | The Shocking Miss Emerald                      | –                         |
| 25. Mai 2013 – 28. Juni 2013 5 Wochen | 5                                              | Anouk                                          | Sad Singalong Songs                            | –                         |
| 29. Juni 2013 – 5. Juli 2013 1 Woche | 1                                              | Tom Odell                                      | Long Way Down                                  | –                         |
| 6. Juli 2013 – 19. Juli 2013 2 Wochen | 2                                              | Editors                                        | The Weight of Your Love                        | –                         |
| 20. Juli 2013 – 26. Juli 2013 1 Woche | 1                                              | Rein Mercha                                    | Vol passie & emotie                            | –                         |
| 27. Juli 2013 – 9. August 2013 2 Wochen | 2                                              | The Rolling Stones                             | Hyde Park Live                                 | –                         |
| 10. August 2013 – 16. August 2013 1 Woche | 1                                              | Backstreet Boys                                | In a World Like This                           | –                         |
| 17. August 2013 – 23. August 2013 1 Woche (insgesamt 3) | 3                                              | Caro Emerald                                   | The Shocking Miss Emerald                      | –                         |
| 24. August 2013 – 6. September 2013 2 Wochen | 2                                              | John Mayer                                     | Paradise Valley                                | –                         |
| 7. September 2013 – 13. September 2013 1 Woche | 1                                              | Ancora                                         | Vrij als de wind                               | –                         |
| 14. September 2013 – 20. September 2013 1 Woche | 1                                              | Arctic Monkeys                                 | AM                                             | –                         |
| 21. September 2013 – 4. Oktober 2013 2 Wochen | 2                                              | Jannes                                         | Wij vieren het leven                           | –                         |
| 5. Oktober 2013 – 18. Oktober 2013 2 Wochen (insgesamt 5) | 5                                              | Kinderen voor Kinderen                         | Klaar voor de start – 34                       | –                         |
| 19. Oktober 2013 – 25. Oktober 2013 1 Woche | 1                                              | Frans Bauer                                    | De mooiste jaren komen nog                     | –                         |
| 26. Oktober 2013 – 1. November 2013 1 Woche (insgesamt 5) | 5                                              | Kinderen voor Kinderen                         | Klaar voor de start – 34                       | –                         |
| 2. November 2013 – 8. November 2013 1 Woche | 1                                              | Jan Smit                                       | Unplugged – De Rockfield Sessies               | –                         |
| 9. November 2013 – 15. November 2013 1 Woche | 1                                              | Céline Dion                                    | Loved Me Back to Life                          | –                         |
| 16. November 2013 – 29. November 2013 2 Wochen (insgesamt 5) | 5                                              | Kinderen voor Kinderen                         | Klaar voor de start – 34                       | –                         |
| 30. November 2013 – 20. Dezember 2013 3 Wochen (insgesamt 6) | 6                                              | Marco Borsato                                  | Duizend spiegels                               | –                         |
| 21. Dezember 2013 – 27. Dezember 2013 1 Woche | 1                                              | Beyoncé                                        | Beyoncé                                        | –                         |
| 28. Dezember 2013 – 17. Januar 2014 3 Wochen (insgesamt 6) | 6                                              | Marco Borsato                                  | Duizend spiegels                               | –                         |

## Jahreshitparaden
| ← 2012 ← | Liste der Nummer-eins-Hits in den Niederlanden | Liste der Nummer-eins-Hits in den Niederlanden  | Liste der Nummer-eins-Hits in den Niederlanden | 2014 →   |
| \| Singles \| Position# \| Alben \| \| --------------------------------------------------------------------------------------------------------------------------------------------------------------------------- \| --------- \| ----------------------------------------------- \| \| Blurred Lines Robin Thicke feat. T.I. & Pharrell Pharrell L. Williams, Robin Thicke, Clifford Joseph Harris \| 1 \| Duizend spiegels Marco Borsato \| \| Wake Me Up Avicii Aloe Blacc, Tim Bergling, Michael Aaron Einziger \| 2 \| And More Sandra van Nieuwland \| \| Waves Mr. Probz Dennis Princewell Stehr \| 3 \| The Shocking Miss Emerald Caro Emerald \| \| This Is What It Feels Like Armin van Buuren feat. Trevor Guthrie Musik: Armin J. van Buuren, Benno de Goeij, John O. Ewbank; Text: Jenson David Aubrey, Trevor Dean Guthrie \| 4 \| Sad Singalong Songs Anouk \| \| Get Lucky Daft Punk feat. Pharrell Williams Pharrell L. Williams, Nile Rodgers, Guy-Manuel de Homem-Christo, Thomas Bangalter \| 5 \| Klaar voor de start – 34 Kinderen voor Kinderen \| \| Can’t Hold Us Macklemore feat. Ryan Lewis & Ray Dalton Ben Haggerty, Ryan S. Lewis, Ray Dalton \| 6 \| Intense Armin van Buuren \| \| Just Give Me a Reason Pink feat. Nate Ruess Jeffrey Bhasker, Alecia B. Moore, Nathaniel Joseph Ruess \| 7 \| The Singles Collection Racoon \| \| Stay Rihanna feat. Mikky Ekko Justin Parker, Mikky Ekko \| 8 \| Midnight Memories One Direction \| \| Happy Pharrell Williams \| 9 \| The Truth About Love Pink \| \| Thrift Shop Macklemore & Ryan Lewis feat. Wanz Ben Haggerty, Ryan S. Lewis \| 10 \| Het kan hier zo mooi zijn Guus Meeuwis \| |                                                |                                                 |                                                |          |
| ← 2012 |                                                |                                                 |                                                | → 2014 → |
| Singles | Position#                                      | Alben                                           |                                                |          |
| Blurred Lines Robin Thicke feat. T.I. & Pharrell Pharrell L. Williams, Robin Thicke, Clifford Joseph Harris | 1                                              | Duizend spiegels Marco Borsato                  |                                                |          |
| Wake Me Up Avicii Aloe Blacc, Tim Bergling, Michael Aaron Einziger | 2                                              | And More Sandra van Nieuwland                   |                                                |          |
| Waves Mr. Probz Dennis Princewell Stehr | 3                                              | The Shocking Miss Emerald Caro Emerald          |                                                |          |
| This Is What It Feels Like Armin van Buuren feat. Trevor Guthrie Musik: Armin J. van Buuren, Benno de Goeij, John O. Ewbank; Text: Jenson David Aubrey, Trevor Dean Guthrie | 4                                              | Sad Singalong Songs Anouk                       |                                                |          |
| Get Lucky Daft Punk feat. Pharrell Williams Pharrell L. Williams, Nile Rodgers, Guy-Manuel de Homem-Christo, Thomas Bangalter | 5                                              | Klaar voor de start – 34 Kinderen voor Kinderen |                                                |          |
| Can’t Hold Us Macklemore feat. Ryan Lewis & Ray Dalton Ben Haggerty, Ryan S. Lewis, Ray Dalton | 6                                              | Intense Armin van Buuren                        |                                                |          |
| Just Give Me a Reason Pink feat. Nate Ruess Jeffrey Bhasker, Alecia B. Moore, Nathaniel Joseph Ruess | 7                                              | The Singles Collection Racoon                   |                                                |          |
| Stay Rihanna feat. Mikky Ekko Justin Parker, Mikky Ekko | 8                                              | Midnight Memories One Direction                 |                                                |          |
| Happy Pharrell Williams | 9                                              | The Truth About Love Pink                       |                                                |          |
| Thrift Shop Macklemore & Ryan Lewis feat. Wanz Ben Haggerty, Ryan S. Lewis | 10                                             | Het kan hier zo mooi zijn Guus Meeuwis          |                                                |          |